# Idiomacromerus
Idiomacromerus is een geslacht van vliesvleugeligen uit de familie Torymidae. De wetenschappelijke naam van dit geslacht is voor het eerst geldig gepubliceerd in 1914 door Crawford.

## Soorten
Het geslacht Idiomacromerus omvat de volgende soorten:
- Idiomacromerus africanus (Erdös, 1964)
- Idiomacromerus arcus (Boucek, 1969)
- Idiomacromerus augustini (Erdös, 1964)
- Idiomacromerus balasi (Szelényi, 1957)
- Idiomacromerus bimaculipennis Crawford, 1914
- Idiomacromerus bouceki (Zerova & Seryogina, 1997)
- Idiomacromerus budensis (Erdös, 1955)
- Idiomacromerus carayoni (Steffan, 1986)
- Idiomacromerus centaureae (Askew & Nieves Aldrey, 1988)
- Idiomacromerus conicollis Askew, 1997
- Idiomacromerus curticaudatus (Szelényi, 1981)
- Idiomacromerus eltonicus (Zerova & Seryogina, 1997)
- Idiomacromerus ephedricola Askew, 2000
- Idiomacromerus gallicola (Risbec, 1952)
- Idiomacromerus gregarius (Silvestri, 1943)
- Idiomacromerus grisselli Zerova & Seryogina, 1999
- Idiomacromerus insuetus (Gahan, 1917)
- Idiomacromerus kaszabi (Szelényi, 1973)
- Idiomacromerus korneyevi Zerova & Seryogina, 2001
- Idiomacromerus longicornis Askew, 1997
- Idiomacromerus longicorpus (Abdul-Rassoul, 2000)
- Idiomacromerus luteus Nieves-Aldrey & Askew, 2007
- Idiomacromerus lysander (Szelényi, 1959)
- Idiomacromerus mayri (Wachtl, 1883)
- Idiomacromerus mesoplanus Askew & Nieves-Aldrey, 2007
- Idiomacromerus mirabilis Zerova, 2002
- Idiomacromerus nitens (Boucek, 1982)
- Idiomacromerus pallistigmus Askew, 2000
- Idiomacromerus pannonicus (Ruschka, 1923)
- Idiomacromerus papaveris (Förster, 1856)
- Idiomacromerus perplexus (Gahan, 1914)
- Idiomacromerus phlomidis (Zerova & Seryogina, 1997)
- Idiomacromerus pulcher (Zerova & Seryogina, 1997)
- Idiomacromerus regillus (Steffan, 1962)
- Idiomacromerus semiaeneus (Szelényi, 1957)
- Idiomacromerus silybi Askew, 2004
- Idiomacromerus splendidus (Szelényi, 1957)
- Idiomacromerus terebrator (Masi, 1916)
- Idiomacromerus trachypogonis (Risbec, 1956)
- Idiomacromerus urospermi Askew, 2004
- Idiomacromerus variegatus (Szelényi, 1959)